# Jonagored supra

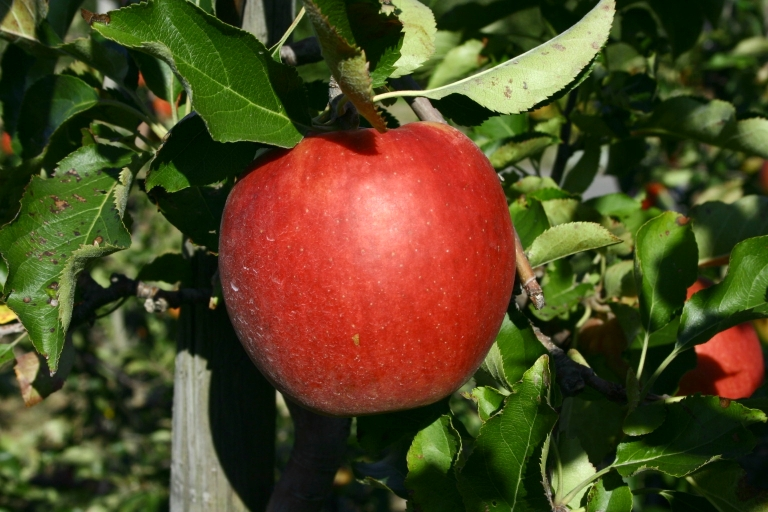
Jonagored

Jonagored supra (Malus domestica 'Jonagored supra') je ovocný strom, kultivar druhu jabloň domácí z čeledi růžovitých. Plody jsou řazeny mezi odrůdy zimních jablek, sklízí se v září, dozrává v říjnu, skladovatelné jsou do ledna. Odrůda je považována za spíše náchylnou vůči některým chorobám.

## Historie

### Původ
Odrůda byla nalezena jako pupenová mutace (sport) odrůdy 'Jonagored'. Odrůdu zaregistrovala v ČR firma Jomobel NV, Halen, Belgie, v roce 2004.

## Vlastnosti

### Růst
Růst odrůdy je bujný. Koruna během vegetace silně zahušťuje. Řez je nezbytný, zejména letní řez. Plodonosný obrost je na krátkých výhonech, je třeba probírky plůdků při nadměrné násadě.

## Plodnost
Plodí středně raně, bohatě a při probírce plůdků i pravidelně.

## Plod
Plod je kulovitý, střední. Slupka hladká, žlutozelené zbarvení je překryté červenou barvou. Dužnina je krémová, se sladce navinulou chutí.

## Choroby a škůdci
Odrůda je náchylná k strupovitostí jabloní a také k padlí.

## Použití
Je vhodná ke skladování a přímému konzumu. Odrůdu lze použít do teplých poloh.